# Musculus adductor hallucis
De  musculus adductor hallucis of tweehoofdige groteteenadductor is een skeletspier die de grote teen (hallex) naar binnen beweegt - naar de andere tenen toe (adductie). De antagonist is de musculus abductor hallucis.

## Opbouw
De musculus adductor hallucis is een tweehoofdige spier:
- Caput transversum: plantaire metatarsofalangeale ligamenten van de 3e, 4e en 5e teen.
- Caput obliquum: proximale einde van de middelste 3 metatarsale kootjes;

De insertie is aan de laterale zijde van de proximale falanx van de grote teen.